# Гэг
Гэг (от англ. gag — шутка, комический эпизод) — комедийный приём, в основе которого лежит очевидная нелепость. Например, когда во время пожара человек носит воду решетом — это нелепость, но она может рассмешить.
Изначальное значение слова gag — кляп, затычка. В английском театре были традиционны споры двух героев на сцене, когда один «затыкал» другого остроумной фразой, а другой должен был найти ещё более остроумную фразу, чтобы «заткнуть» первого. Пример: словесные дуэли Беатриче и Бенедикта из «Много шума из ничего» Уильяма Шекспира.
На студиях Мака Сеннета существовала специальная группа людей, в обязанности которых входило придумывать гэги. Их так и называли — гэгменами.
Рекордсменами в числе гэгов на единицу времени были и остаются братья Маркс, в их фильмах число гэгов измерялось сотнями.
Одной из известных гэг-групп на постсоветском пространстве в 1990-х годах были комик-труппа «Маски».
Множество гэгов (как и трюков) присутствует в эксцентричной советской кинокомедии «Кавказская пленница»